# 連勝 (運動)
連勝是指在體育運動中，連續在至少一場賽事獲得勝利。連勝可以是棒球、足球、籃球、曲棍球這類團隊運動，或者是網球這類個人運動。在一個賽季中連勝便是指在該賽季的每場比賽都獲勝，這也會被稱作「完美賽季」。